# 浜坂県民サンビーチ
浜坂県民サンビーチ（はまさかけんみんサンビーチ）は、兵庫県美方郡新温泉町にある白砂青松の砂浜。

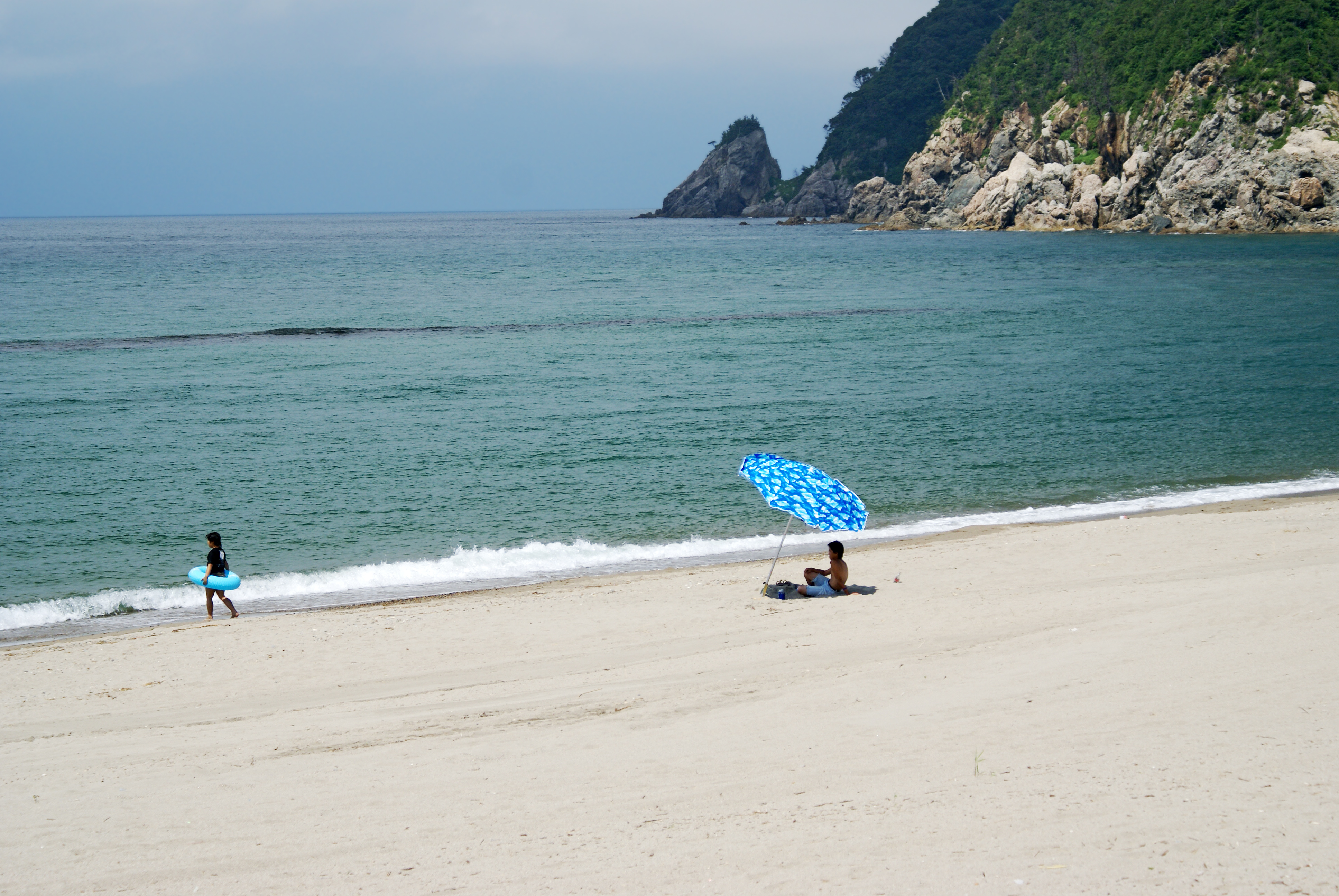
浜坂県民サンビーチ

## 概要
岩礁海岸の名勝但馬御火浦の狭間、鬼門埼の西に広がる白い砂浜と、その背後に「松の庭」と呼ばれる松林が続く。山陰海岸国立公園の区域内にあって周辺景観も優れ、日本の白砂青松100選にも選ばれるなど日本海を代表する砂浜とされる。
海水浴場やキャンプ場として利用者が多く、海釣り場や、資料館「山陰海岸ジオパーク館」などの施設も整備されている。

## 所在地
- 兵庫県美方郡新温泉町浜坂芦屋

## 交通アクセス
- JR 山陰本線 浜坂駅 徒歩約15分

## 周辺情報
- 浜坂温泉の外湯「ユートピア浜坂」
- 浜坂先人記念館 以命亭
- 加藤文太郎記念図書館

座標: 北緯35度37分43.2秒 東経134度26分51.7秒 / 北緯35.628667度 東経134.447694度